# Going...Going...Gone!
Going...Going...Gone! es el EP debut de la cantante y compositora estadounidense Hemlocke Springs, que fue lanzada por Good Luck Have Fun Records y distribuida por AWAL el 29 de septiembre de 2023. Incluía siete canciones originales con el colaborador frecuente Burns como productor ejecutivo del EP.

## Composición
Udu lanzó una publicación en TikTok en la que se PRde "Gimme All Ur Love" como su sencillo debut, y un director creativo comentó en las publicaciones de Udu en TikTok si podía crear un video musical. Ambos estuvieron de acuerdo y lanzaron el video musical en agosto de 2022. Posteriormente, tres de las siete canciones del juego extendido fueron acompañadas de videos musicales dirigidos por Ana Peralta Chong.

## Promoción

### Sencillos
Isimeme "Naomi" Udu autoprodujo y lanzó su canción debut "Gimme All Ur Love" el 24 de mayo de 2022, bajo el nombre artístico de Hemlocke Springs. El 29 de agosto de 2022 se publicó en YouTube un vídeo musical adjunto que superó las 100 mil visitas en unos días. Celebridades establecidas, como Grimes y Bella Hadid, elogiaron la canción en las redes sociales.
El día antes de Halloween, Hemlocke Springs adelantó un segundo sencillo vestida como Dionne de Clueless (1995), que alcanzó alrededor de un millón de visitas en TikTok. "Girlfriend" se lanzó el 2 de noviembre de 2022 y superó el millón de reproducciones en Spotify y la gente lo llamó el "himno incómodo de las chicas negras". Heven Haile de Pitchfork describió la canción como "una canción de comedia romántica ideal" que "canaliza la bravuconería malcriada de Marina de la era The Family Jewels y el falsete elástico de Kate Bush".
La cantante colaboró con el productor inglés Burns y lanzó "Heavun" el 12 de junio de 2023. En una entrevista con DIY, Hemlocke Springs explicó que la canción "la encuentra retratando a una protagonista avariciosa que desea riqueza ilimitada". Más tarde lanzó otro sencillo llamada "Enknee1" el 21 de agosto de 2023, más tarde anunció su EP debut. CT Jones y otros colaboradores de Rolling Stone clasificaron la canción en el puesto 98 entre las "100 mejores canciones de 2023". Con el lanzamiento de su obra extendida, se estrenó un video musical de "POS", donde el video corto mostraba muchas personas de videos musicales anteriores de Hemlocke Springs.

## Lista de canciones
Todas las canciones escritas y compuestas por Todas las pistas están escritas por Isimeme Udu, excepto donde se indique lo contrario.. 
| Going...Going...Gone! – Edición estándar |                         |                    |          |  |
| N.º                                      | Título                  | Productor(es)      | Duración |  |
| 1.                                       | «Gimme All Ur Luv»      | Isimeme Udu        | 2:53     |  |
| 2.                                       | «Girlfriend»            | Udu                | 2:13     |  |
| 3.                                       | «Heavun»                | Udu, Icehunt       | 3:12     |  |
| 4.                                       | «Enknee1»               | Udu, Burns         | 3:44     |  |
| 5.                                       | «POS»                   | Udu, Burns         | 3:06     |  |
| 6.                                       | «The Train to Nowhere»  | Udu                | 3:39     |  |
| 7.                                       | «Going...Going...Gone!» | Udu, Jake Weinberg | 2:38     |  |